# 松平正和
松平 正和（まつだいら まさとも）は、江戸時代後期から幕末期の大名。上総大多喜藩の第8代藩主。大河内松平宗家10代。

## 生涯
文政6年（1823年）、第6代藩主松平正敬の長男として生まれる。文政9年（1826年）に父が隠居したとき、家督を継げなかったのは幼少のためと思われる。天保8年（1837年）に叔父で第7代藩主の正義が死去したため、その養子として跡を継ぎ、12月に叙任する。しかし天保13年（1842年）には大多喜城天守閣の焼失、弘化3年（1846年）閏5月の大洪水、さらに嘉永2年（1849年）4月には幕府の日光祭礼奉行などの役職歴任による出費など、その治世は多難を極めている。
正和には女児しかなかったため、文久2年（1862年）9月29日に40歳で死去した後は、婿養子として迎えた正質が跡を継いだ。

## 系譜
父母
- 松平正敬（実父）
- 明石氏 - 側室（実母）
- 松平正義（養父）

正室
- 加納久儔の娘

子女
- 松平峯子 - 松平正質正室
- 松平鍈子（三女） - 水野忠敬正室
- 松平貴子 - 間部詮道正室

養子
- 松平正質 - 間部詮勝の五男